# Ankies
Ankies var ett svenskt dansband som var aktivt mellan 2011 och 2025 från Borlänge.. Bandet grundades av Anki Strandberg som tidigare hade varit medlem i bandet Åkes. Bandet vann Guldklaven 2024 som årets uppstickare. Efter att bandet började lägga upp sina låtar på Spotify ökade intresset för bandet.
I maj 2025 meddelades att bandet läggs ner, efter en tids uppehåll.